# 太田隆司 (芸術家)
太田 隆司（おおた たかし、1964年5月4日 - ）は、日本のペーパークラフト作家。

## 来歴
東京都清瀬市生まれ。日本大学芸術学部デザイン学科卒業。
卒業後ペーパーアート作品の制作に専念。1995年自動車専門誌『CAR GRAPHIC』で「PAPER MUSEUM」の連載を開始する。関東を中心に名古屋、広島、台湾などで個展を開催。
テレビ東京の『TVチャンピオン』ペーパークラフト王選手権に出演して優勝するなど、ほか受賞歴は多数。
所有車はタントとポルシェ・911タルガ。
かつてはクライスラーPTクルーザを所持していた。

## 著書
- 『PAPER MUSEUM―太田隆司作品集』 (二玄社、2006年12月) ISBN 978-4544041323
- 『SHOW-WA STORY』 (光陽出版社、2013年3月) ISBN 978-4876625598